# Julião José da Silva Vieira
Julião José da Silva Vieira (Lisboa, 1793 - Lisboa, 21 de Setembro de 1855) foi um militar e administrador colonial português.

## Família
Era filho de José Frutuoso da Silva Vieira, falecido antes de 1831, e de sua mulher Teresa Gerarda Pereira de Lima.

## Biografia
Tenente-Coronel de Artilharia e Governador de Damão, por Carta-Patente de 6 de Abril de 1827, cargo que ocupou até 1834; Coronel de Artilharia, por Carta-Patente de 21 de Maio de 1842; 41.º Governador de Timor de 1844 a 1848, Marechal-de-Campo da Brigada da Marinha reformado; Fidalgo Cavaleiro da Casa Real, por Alvará de 14 de Fevereiro de 1854.
Num documento oficial por ele assinado, quando era Governador de Damão, identifica-se assim: "Comendador da Ordem de Cristo, condecorado com a Ordem de S. João de Jerusalém e com as medalhas de ouro da Fidelidade e das Reais Efígies de El Rei Nosso Senhor e da Imperatriz Rainha, e dos Reis de Dramapor e de Mandovim, General em chefe das Tropas deste Rey, Lente de Matemática, Tenente Coronel de Artilharia em especial comissão de S.M.F., governador general em chefe Honorário das Tropas da Praça e Cidade de Damão por El Rei Nosso Senhor que Deus Guarde (…)".
Era, como se vê, apoiante da causa de D. Miguel I de Portugal, de quem se dizia amigo pessoal. Procedeu à sua Aclamação em Damão a 6 de Novembro de 1828, ainda antes do próprio Vice-Rei D. Manuel de Portugal e Castro o fazer em Goa, o que só aconteceu a 1 de Dezembro de 1829. Mas em 1834, conhecedor da Aclamação de D. Maria II de Portugal em Goa, tomou a deliberação de abandonar Damão, recolhendo-se a Trapôr, no território Britânico, onde chegou a 1 de Fevereiro. O Governo de Goa nomeou então o Capitão-Tenente António Lobo da Gama, que fez a Aclamação de D. Maria II em Damão a 14 de Fevereiro de 1834, sendo Julião José da Silva Vieira demitido por Decreto de 8 de Maio de 1834.
Não se conhece exatamente o caminho que tomou, mas o certo é que, pouco tempo depois, já se encontrava em Itália, onde, já depois de assinada a Convenção de Evoramonte a 26 de Maio de 1834, sugeriu a D. Miguel I que o nomeasse Vice-Rei da Índia com plenos poderes, assegurando-lhe que facilmente sublevaria todo o Estado e o sujeitaria de novo ao domínio de D. Miguel I. Propunha-se partir de Roma para Alexandria, donde iria a Diu, "de que diz ser fácil apoderar-se". Deste ponto tomaria as necessárias medidas para completar o seu projeto que, "pelo conhecimento que tem daquelles Povos, e pelas suas particulares relações no Paiz lhe não custará grande fadiga". Para isso contava com a sedição da corveta portuguesa D. João I, então surta no porto de Génova, tendo chegado a ser recebido pelo Papa Gregório XVI a 23 de Dezembro de 1834, acompanhado por D. António de Almeida Portugal, 5.º Marquês de Lavradio de juro e herdade e 8.º Conde de Avintes de juro e herdade, Embaixador de D. Miguel I junto da Santa Sé e dos Estados Pontifícios, e por Camilo Luís de Rossi. D. Frei Fortunato de São Boaventura, 19.º Arcebispo de Évora e acérrimo partidário de D. Miguel I, com quem partilhou as agruras do exílio, falecendo em Roma em 1844, e que estava no segredo, exultou com a ideia e anunciava que mesmo que se não conseguisse dali reconquistar Portugal, poderia separar-se o Estado da Índia e transformá-lo num refúgio para os Defensores da Religião e da Legitimidade!
O Governador Militar do Estado da Índia, Coronel Fortunato de Melo, alertado para a hipótese dessa invasão, declarou não acreditar que ele pudesse sequer chegar à Índia, mas como "de um doido se pode esperar tudo o que é mao", proclamou que, se algum militar o acompanhar, será de imediato fuzilado, e que, se for um civil, será imediatamente preso e remetido para Goa às ordens do Comando Militar.
Regressado a Portugal, acabou um fanático apoiante dos Cabrais, sendo, então, nomeado 41.º Governador de Timor e Solor, o primeiro subordinado a Macau, de 1844 a 1848, onde, por morte dum dos Reis indígenas, pretendeu fazer aclamar Costa Cabral Conde Reinante de Liquiçá, iniciativa que foi severamente reprovada pelo Governo Central. Foi, ainda, Deputado às Cortes pelo Círculo Eleitoral de Timor.
Damão ficou a dever-lhe diversos melhoramentos, que executava contra tudo e contra todos, mesmo à custa do seu próprio dinheiro, como foi o caso do novo edifício da Secretaria do Governo que ainda hoje serve para funções oficiais. Mandou demolir o Convento de São Paulo e o Colégio das Onze Mil Virgens, aplicando os materiais, a que não escaparam as próprias campas, na construção do novo cais, onde centos de operários trabalharam dia e noite. Por cima da Porta do Mar, à entrada da Fortaleza de Damão, mandou colocar a seguinte legenda: "EM 1829 SE / COMEÇOU ES / TE CAES, E SE A / CABOU EM 1830 / SENDO GOVER / NADOR / JULIÃO JZE DA SA VIEIRA".
O seu governo atrabiliário, os singulares modos de aplicação da Justiça e as suas convicções políticas dum Miguelismo à outrance, fizeram com que acabasse por deixar de si uma péssima recordação, que fez com que muitos anos mais tarde, sempre que havia qualquer razão de queixa se dizia: "Não façam caso! Já vi pior por aqui, no tempo do Julião!".
Foi sepultado no Cemitério do Alto de São João.

## Casamento e descendência
Casou em Goa, Ribandar, a 15 de Novembro de 1812 com Emília Adelaide Correia Monteiro, nascida em Goa, Ribandar, filha de José Atanásio Correia Monteiro e de sua mulher Mariana Clara da Silveira, ambos nascidos no Reino, de quem teve um filho, Caetano Diogo Óscar da Silva Vieira.